# Ibru
Ibru is een bestuurslaag in het regentschap Muaro Jambi van de provincie Jambi, Indonesië. Ibru telt 727 inwoners (volkstelling 2010).